# 교차대구 구조
교차대구 구조(chiastic structure) 또는 교차대구 양식은 서사 모티프 및 기타 텍스트 구절에서 사용되는 문학적 기법이다. 교차대구 구조의 예는 A와 B라는 두 가지 아이디어가 변형된 A'와 B'와 함께 A, B, B', A'의 순서로 제시되는 것이다. 더 많은 구성 요소를 포함하는 교차대구 구조는 때때로 "고리 구조" 또는 "고리 구성"이라고 불린다. 이는 단어와 구절에서 더 큰 텍스트 구간으로 확장된 교차대구법으로 간주될 수 있다.

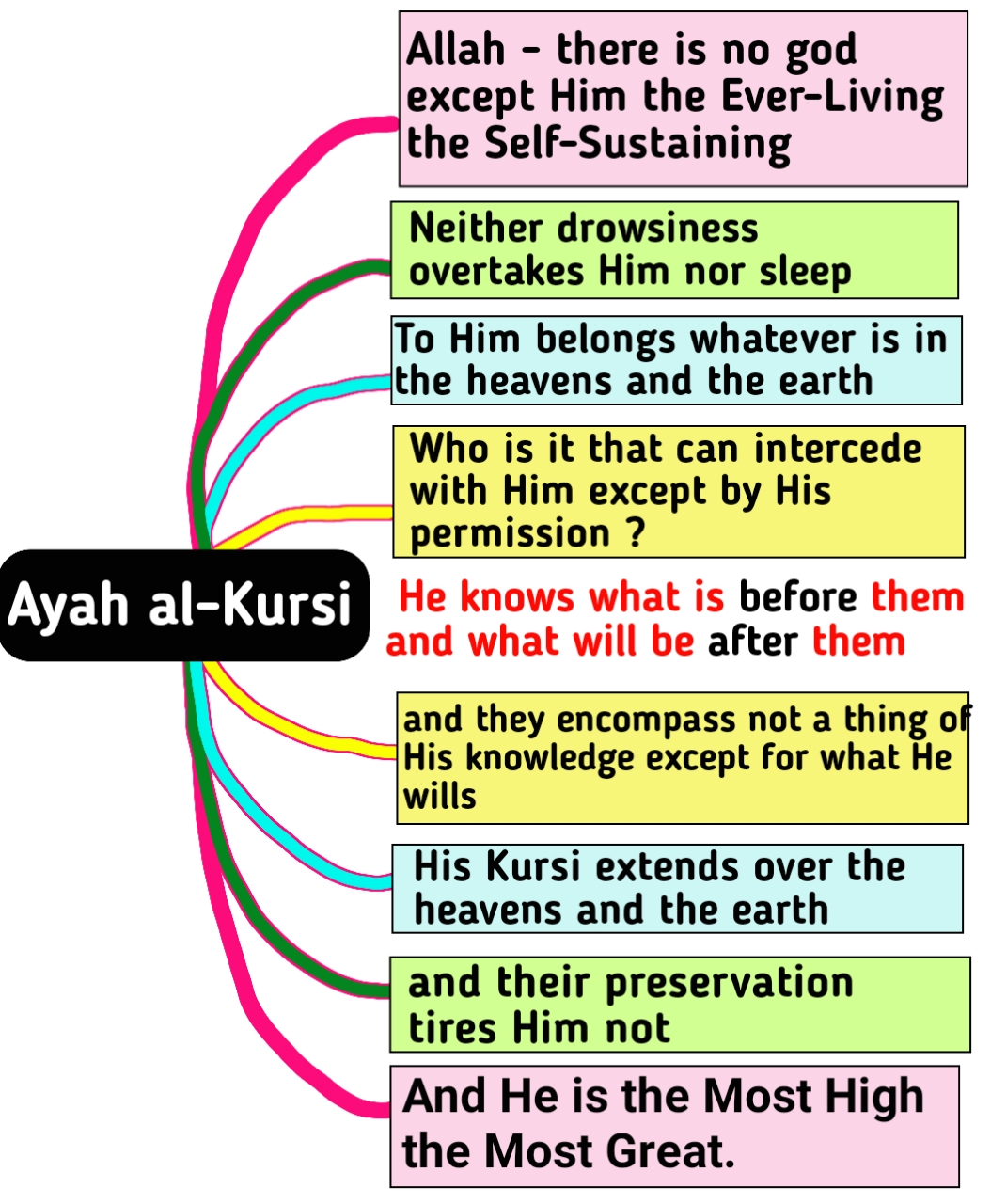
쿠란의 고리 구조 예시

이러한 종종 대칭적인 패턴은 일리아스와 오디세이아와 같은 서사시의 고대 문학에서 흔히 발견된다. 고전학자 브루노 젠틸리(Bruno Gentili)는 이 기법을 "주기적, 원형, 또는 '고리' 패턴(고리 구성)이다. 여기서 구성 섹션을 도입한 아이디어가 그 결론에서 반복되어 전체 구절이 동일한 내용의 자료로 구성된다"고 설명한다. 한편, 고전 산문에서 학자들은 종종 헤로도토스의 역사에서 교차대구 서사 기법을 발견한다:
헤로도토스는 서술에서 논의되는 내용에 대한 배경 정보를 제공하기 위해 고리 구성 또는 '서사적 퇴행'을 자주 사용한다. 먼저 사건이 간략하게 언급된 다음, 필요할 때까지 역순으로 선행 사건이 검토된다. 그 시점에서 서사는 역전되어 주된 서술 라인의 사건에 다시 도달할 때까지 시간순으로 진행된다.

다양한 교차대구 구조는 히브리어 성경, 신약성경, 몰몬경, 그리고 쿠란에서도 볼 수 있다.

## 어원

왼쪽에서 오른쪽으로, 위에서 아래로 읽을 때 첫 번째 주제(A)가 마지막에 반복되고, 중간 개념(B)은 연속적으로 두 번 나타난다. (또는 중간 개념이 한 번만 나타날 수도 있다.)

교차대구(chiastic)라는 용어는 17세기 중반의 교차대구법(chiasmus)이라는 용어에서 파생되었는데, 이는 역순으로 반복되는 개념이나 단어의 교차 배열을 의미한다. 교차대구법은 그리스어 단어인 khiasmos에서 유래했으며, 이는 글자 카이(khi)로 표시된 khiazein이라는 단어이다. 카이에서 교차대구가 파생되었다.
카이는 X자 모양으로 서로 교차하는 두 개의 선으로 이루어져 있다. 맨 위 왼쪽에서 시작하는 선은 아래로 내려와 맨 아래 오른쪽에 있고, 그 반대도 마찬가지이다. 이 선들을 개념으로 생각하면, 먼저 오는 개념 A가 마지막에도 오고, A 다음에 오는 개념 B가 A 앞에 오는 것을 볼 수 있다. 더 많은 선들을 추가하여 다른 개념들을 나타내면, 더 많은 개념을 가진 교차대구 구조를 얻을 수 있다.

## 기억 장치
구전문학은 특히 교차대구 구조가 풍부한데, 이는 암기 및 구술 공연에 도움이 되기 때문일 수 있다. 예를 들어 호메로스의 일리아스와 오디세이아에서 세드릭 휘트먼은 "가장 놀라운 기교"의 교차대구 패턴을 발견하는데, 이는 미학적 기능과 기억 보조 기능을 동시에 수행하여 구술 시인이 공연 중 구성의 기본 구조를 쉽게 기억할 수 있게 한다. 스티브 리스는 호메로스의 오디세이아에서 여러 야심찬 고리 구성을 보여주었으며, 그들의 미학적 및 기억 보조 기능을 여러 남슬라브어군 노래와 비교했다.

## 히브리어 성경에서의 사용
히브리어 성경에 나타난 교차대구법은 다음 예시들을 포함하지만, 이에 국한되지 않는다:
- 창세기 6:10–9:18a (수치적 소규모 교차대구법 포함)[9][10]
- 창세기 17:1–25[11]
- 창세기 32:1–31 (이름 변경 소규모 교차대구법 포함)[12][13]
- 창세기 37:3–11[11][13]
- 창세기 37:12–36[13]
- 창세기 38:1–30[13]
- 창세기 39:1–23[13]
- 창세기 40:1–23[13]
- 창세기 41:1–57[13]
- 창세기 42:1–38[13]

### 창세기 홍수 이야기
고든 웬함(1978)은 창세기 홍수 이야기를 분석하여 그것이 본질적으로 정교한 교차대구법이라고 결론지었다. F. I. 앤더슨(1974)의 초기 문법 구조 연구를 바탕으로, 웬함은 다음 두 표에 나타난 교차대구 구조를 설명했다.
| A: 노아와 그의 아들들 (창 6:10) B: 땅 위의 모든 생물 (6:13a) C: 땅에 대한 저주 (6:13b) D: 홍수 선포 (6:7) E: 방주 (6:14-16) F: 모든 살아 있는 피조물 (6:17–20) G: 음식 (6:21) H: 사람의 손 안의 동물 (7:2–3) I: 방주에 들어감 (7:13–16) J: 물이 불어남 (7:17–20) X: 하나님이 노아를 기억하심 (8:1) J': 물이 줄어듦 (8:13–14) I': 방주에서 나옴 (8:15–19) H': 동물 (9:2,3) G': 음식 (9:3,4) F': 모든 살아 있는 피조물 (9:10a) E': 방주 (9:10b) D': 미래에 홍수 없음 (9:11) C': 땅에 대한 축복 (9:12–17) B': 땅 위의 모든 생물 (9:16) A': 노아와 그의 아들들 (9:18,19a) |

이 전반적인 구조 내에는 7, 40, 150의 숫자로 이루어진 수치적 소규모 교차대구법이 존재한다:
| α: 방주에 들어가기를 기다리는 칠 일 (7:4) β: 칠 일을 기다리는 것에 대한 두 번째 언급 (7:10) γ: 40일 (7:17) δ: 150일 (7:24) χ: 하나님이 노아를 기억하심 (8:1) δ': 150일 (8:3) γ': 40일 (8:6) β': 비둘기를 기다리는 칠 일 (8:10) α': 비둘기를 기다리는 두 번째 칠 일 (8:12) |

### 창세기 17장
윌리엄 레이미는 도널드 오스트로프스키 2006년 판에서 인용한 창세기 17:1-25을 포함하여 히브리어 성경의 여러 교차대구법을 정리했다.
| A: 아브람의 나이 ("아브람이 99세였을 때..."; 1a) B: 하나님이 아브람 앞에 나타나심 (1b) C: 하나님의 첫 번째 말씀 (1b–2) D: 아브람이 엎드림 (3) E: 하나님의 두 번째 말씀 (아브람의 이름이 바뀜, "너에게서 민족들과 왕들이 나올 것이라"; 4–8) X: 하나님의 세 번째 말씀 (할례의 언약; 9–14) E': 하나님의 네 번째 말씀 (사래의 이름이 사라로 바뀜, "민족들과 왕들의 어머니"; 15–16) D': 아브라함이 엎드림 (17–18) C': 하나님의 다섯 번째 말씀 (19–21) B': 하나님이 아브라함에게서 "올라가심" (22) A': 아브라함의 나이 ("아브라함이 99세였을 때..."; 24–25) |

### 다니엘서
1986년, 윌리엄 H. 시어는 다니엘서가 이중 교차대구법으로 구성되어 있다고 제안했다. 그는 이 책이 아람어와 히브리어 두 가지 언어로 쓰여져 있어 교차대구 구조가 더욱 강조된다고 주장했다. 첫 번째 교차대구법은 2장에서 7장까지 아람어로 ABC...CBA 패턴을 따른다. 두 번째 교차대구법은 8장에서 12장까지 히브리어로 쓰여 있으며, 역시 ABC...CBA 패턴을 사용한다. 그러나 시어는 패턴 중앙의 단절을 나타내는 "D"로 다니엘 9:26를 제시한다.

## 기독교 신약성경에서의 사용
형태 비평가 닐스 룬드는 신약성경에서 유대적이고 고전적인 문학 패턴, 특히 교차대구 구조의 사용을 인정했다.

## 쿠란에서의 사용
꾸란에는 교차대구 구조의 많은 예시가 있지만, 아마도 가장 잘 알려진 것은 '왕좌의 구절' 또는 '아야트 알-쿠르시'에 있을 것이다. 이 구절은 교차대구법을 보이는 9개의 문장을 포함하고 있지만, 더 흥미로운 점은 이 구절이 꾸란에서 가장 긴 장인 알바카라에 있다는 것이다. 알바카라 자체는 286개의 구절에서 프랙탈 교차대구 구조를 포함하고 있으며, 즉 각 (바깥) 교차대구법은 어떤 면에서 유사한 바깥 교차대구법에 반영된 (안쪽) 교차대구 구조로 구성되어 있다. 이 장에 대한 한 가지 분석은 아래에 나와 있다(에서). 다른 분석이나 더 자세한 분석은에서 찾을 수 있다.
| A: 믿음 (1-20) Aa: 믿는 자들 (1-5) Ab: 믿지 않는 자들 (6-20) B: 하나님의 창조와 지식 (21-39) Ba: 하나님의 증거: 생명과 죽음, 죽은 자를 다시 살림 (28) Bb: 하나님은 모든 것을 아신다 (29-30, 32-33) C: 초기의 예언자들과 책들 (40-103) Ca: 하나님이 모세에게 책을 주셨다 (43, 87) Cb: 다윗의 아들 솔로몬 (102) D: 시련 (104-152) Da: 아브라함이 하나님께 시험받음 (124) Db: 아브라함과 이스마엘이 카바를 지음 (127) Dc: 증언을 감춤 (140) Dd: 성경의 사람들 (유대인과 기독교인)이 말하기를... (111, 113, 116, 118, 135) D': 시련 (153-177) Da': 무슬림들은 시험받을 것이다 (155) Db': 카바로의 순례 (158) Dc': 하나님의 징표와 계시를 감춤 (159, 174) Dd': 다신론자들이 말하기를... (167, 170) C': 초기의 예언자들과 책들 (178-253) Ca': 너희에게 (규정되어) 기록되었다 (178, 180, 183, 216) Cb': 솔로몬의 아버지 다윗 (251) B': 하나님의 창조와 지식 (254-284) Ba': 하나님의 증거: 생명과 죽음, 죽은 자를 다시 살림 (258-260) Bb': 하나님은 모든 것을 아신다 (255-256, 261, 268, 270-271, 273, 282-284) A': 믿음 (285-286) Aa': 믿는 자들 (285) Ab': 믿지 않는 자들 (286) |

## 몰몬경에서의 사용
교차대구 구조는 몰몬경 전체에서 발견되며, 예를 들어 모사이야 5:8–9에도 나타난다.:171
| 이 머리 아래에서 너희는 자유롭게 되나니, 너희를 자유롭게 할 다른 머리는 없느니라. A 구원이 오는 다른 이름은 주어지지 않았으니, B 그러므로 나는 너희가 그리스도의 이름을 받기를 원하노라. C 하나님과 언약을 맺은 너희 모두는 D 너희 생명의 끝까지 순종해야 하느니라. D 그리고 이렇게 하는 자는 누구든지 C 하나님의 오른편에 있게 될 것이니, B 그가 부르심을 받은 이름을 알게 될 것이요, A 그가 그리스도의 이름으로 불릴 것이기 때문이라. |

## ABC…CBA 패턴

### 베오울프
베오울프와 같이 구전문학 기원을 가질 가능성이 있는 문학 텍스트에서, 교차대구 또는 고리 구조는 중간 수준에서 발견되는 경우가 많다. 즉, 교차대구법의 (언어적 및 문법적) 수준과 토라에서 언급된 것과 같은 더 높은 수준의 교차대구 구조 사이에서 나타난다. 존 D. 나일즈는 세 가지 수준 모두에서 교차대구 형상의 예를 제공한다. 그는 12-19행의 예시, 즉 (덴마크인) 베오울프의 탄생 발표가 교차대구법의 언어적 수준에서 교차대구적이라고 언급한다. 그리고 세 가지 주요 싸움 각각은 교차대구적으로 조직되어 있으며, 이는 시 구절 단락 및 더 짧은 구절 수준에서의 교차대구 구조이다. 예를 들어, 이 세 가지 중 가장 단순한 것, 즉 그렌델과의 싸움은 다음과 같이 도식화된다:
A: 예비 단계
- 그렌델 접근
- 그렌델 기뻐함
- 그렌델 핸드시오흐를 집어삼킴

B: 그렌델의 도주 희망 ("손가락이 부러짐")
C: 홀의 소동; 덴마크인들 공포에 질림
헤오로트가 무너질 위험에 처함
C': 홀의 소동; 덴마크인들 공포에 질림
B': "관절이 터짐"; 그렌델 강제로 도주
A': 여파
- 그렌델이 늪지로 다시 슬금슬금 기어감
- 베오울프 기뻐함
- 베오울프가 그렌델의 팔을 가짐[23]

마지막으로 나일즈는 교차대구 구조의 가장 높은 수준, 즉 서시, 세 주요 싸움(그렌델의 어머니와의 싸움 전후의 간주곡 포함), 그리고 에필로그로 구성된 시 전체의 구성을 다이어그램으로 제공한다. 예를 들어, 그는 서시와 에필로그를 다음과 같이 분석한다.
서시

A: 쉴드에 대한 찬사

B: 쉴드의 장례식
C: 흐로드가르 이전 덴마크인의 역사
D: 흐로드가르의 헤오로트 건설 명령
에필로그

D': 베오울프의 봉분 건설 명령
C': 베오울프 이후 기트인의 역사 ("사자의 예언")
B': 베오울프의 장례식
A': 베오울프에 대한 애가

### 실낙원
존 밀턴의 실낙원의 전체적인 교차대구 구조도 ABC...CBA 유형이다:
A: 사탄의 죄악 (1-3권)

B: 낙원 진입 (4권)
C: 천국의 전쟁 (파괴) (5-6권)
C': 세상 창조 (7-8권)
B': 낙원 상실 (9권)
A': 인류의 죄악 (10-12권):141

## 같이 보기
- 아치 형식
- 안티메타볼레
- 교차대구법
- ABACABA 패턴

## 내용주
1. ↑  잠언 1:20-33 참조: 20-21절=A, 22절=B, 23절=C, 24-25절=D, 26-28절=E, 29-30절=D', 31절=C', 32절=B', 33절=A'.[5]

## 자료
- Garrett, Duane A. (1993). 《Proverbs, Ecclesiastes, Song of songs》. The New American Commentary, v. 14. Nashville, Tennessee: Broadman Press. ISBN 978-0-8054-0114-1. OCLC 27895425.
- Niles, John D. (1979). 《Ring Composition and the Structure of Beowulf》. 《PMLA》 94. 924–35쪽. doi:10.2307/461974. JSTOR 461974. S2CID 163316481.
- Ostrowski, Donald (2006). 《The Account of Volodimer's Conversion in the "Povest' vremennykh let": A Chiasmus of Stories》. 《Harvard Ukrainian Studies》 28 (Harvard Ukrainian Research Institute). 567–580쪽. JSTOR 41036982.
- Shea, William H. (1986). 〈The Prophecy of Daniel 9:24-27〉.   Holbrook, Frank. 《The Seventy Weeks, Leviticus, and the Nature of Prophecy》. Daniel and Revelation Committee Series 3. Washington, D.C.: 성경 연구소, 제칠일안식일예수재림교회 대총회. OCLC 14279279.

## 더 읽어보기
- Breck, John (1994). 《The Shape of Biblical Language: Chiasmus in the Scriptures and Beyond》. Crestwood, N.Y.: St. Vladimir's Seminary Press. ISBN 978-0-8814-1139-3. OCLC 30893460.
- Dorsey, David A. (1999), 《The Literary Structure of the Old Testament: A Commentary on Genesis-Malachi》, Grand Rapids, MI: Baker Books, ISBN 978-0801021879, OCLC 42002627
- Douglas, Mary (2007). 《Thinking in Circles: an essay on ring composition》. New Haven, CT: Yale University Press. ISBN 978-0-300-16785-6.
- Ehrman, Bart D. (1993), 《The Orthodox Corruption of Scripture: the effect of early Christological controversies on the text of the New Testament》, Oxford: Oxford University Press, ISBN 978-0195080780, OCLC 26354078
- Lund, Nils Wilhelm (1942), 《Chiasmus in the New Testament, a study in Formgeschichte》, Chapel Hill: University of North Carolina Press, OCLC 2516087
- Martin, Gary D. (2004), 《Ring Composition and Related Phenomena in Herodotus》 (PDF)
- McCoy, Brad (Fall 2003), “Chiasmus: An Important Structural Device Commonly Found in Biblical Literature” (PDF), 《CTS Journal》 9 (2): 18–34, 2012년 11월 22일에 원본 문서 (PDF)에서 보존된 문서, 2014년 6월 18일에 확인함
- Parry, Donald W. (2007) [1998], 《Poetic Parallelisms in the Book of Mormon》 (PDF) Revis판, Provo, Utah: 닐 A. 맥스웰 종교학 연구소, ISBN 978-0-934893-36-7, 2014년 7월 14일에 원본 문서 (PDF)에서 보존된 문서, 2014년 6월 18일에 확인함
- Prewitt, Terry J. (1990), 《The Elusive Covenant: A Structural-Semiotic Reading of Genesis》, Bloomington: Indiana University Press, ISBN 978-0253345998, OCLC 20827915
- Ramirez, Matthew Eric (January 2011). 《Descanting on Deformity: The Irregularities in Shakespeare's Large Chiasms》. 《Text and Performance Quarterly》 31. 37–49쪽. doi:10.1080/10462937.2010.526240. S2CID 170466856.
- Welch, John W. (1995), “Criteria for Identifying and Evaluating the Presence of Chiasmus”, 《몰몬경 연구 저널》 4 (2): 1–14, doi:10.2307/44758936, JSTOR 44758936, S2CID 55801823, 2015년 10월 13일에 원본 문서에서 보존된 문서, 2014년 6월 18일에 확인함
- Welch, John W. (1999) [1981], 《Chiasmus in antiquity: structures, analyses, exegesis》, Provo, Utah: Research Press, ISBN 978-0934893336, OCLC 40126818